# Arroyo Tangarupá
Der Arroyo Tangarupá (auch als Arroyo Grande bezeichnet) ist ein Fluss in Uruguay.
Er entspringt auf dem Gebiet des Departamento Salto in der Cuchilla del Daymán ostsüdöstlich von Colonia Itapebí. Von dort verläuft er in nördliche bis nordwestliche Richtung. Er gehört zum Flusssystem des Río Arapey.